# Ferdinand de Lanoye
Ferdinand de Lanoye, per esteso Charles Auguste Ferdinand Tugnot de Lanoye (Saint-Saturnin-lès-Avignon, 13 settembre 1806 – Vienne, 19 aprile 1870), è stato uno scrittore francese.

## Biografia
Egli si fece presto notare per le sue idee liberali. Si legò a numerosi redattori del National; prese parte, dopo la rivoluzione di luglio, alla redazione di diverse testate repubblicane e nel 1848 divenne capo-sezione presso il Ministero della Guerra, funzione dalla quale si dimise nel 1850. Da allora si fece conoscere per la pubblicazione di un gran numero di opere, la maggior parte delle quali relative alla scienza geografica, rapporti di viaggio e testi di etnologia. Alla sua morte la sua salma fu inumata nel cimitero di Père-Lachaise (39ª divisione).

## Opere
(in lingua francese salvo diverso avviso)

### Autore
- Songes et réveils, raccolta di versi sotto lo pseudonimo di Eyonal (1838), C. Gosselin, Parigi, 1840 ;
- L'Inde contemporaine, Parigi, Hachette, 1855 ;
- Il Niger e le esplorazioni dell'Africa centrale da Mungo-Park fino al dottor Barth[2], Parigi, Hachette, 1858 ;
- « Viaggio e spedizione nel Senegal e nelle zone vicine », Le Tour du monde, Hachette, Parigi, vol. 3, 1861.
- Le grandi scene della natura dalle descrizioni di viaggiatori e scrittori celebri, Parigi, Hachette, 1863 (visualisable sur Google Play) ;
- Il Mare polare: viaggio dell'Erebo e del Terrore e spedizioni alla ricerca di Franklin, Parigi, Hachette, 1864 ;
- Ramsès le Grand ou l'Égypte il y a 3300 ans, Parigi, Hachette, 1866 ;
- Les grandes scènes de la nature, Parigi, Hachette, 1867 ;
- La Sibérie d'après les voyageurs les plus récents, Parigi, Hachette, 1865 ;
- Il Nilo, il suo bacino e le sue sorgenti, esplorazioni e narrazioni, da viaggiatori antichi e moderni, Parigi, Hachette, 1869 ;
- L'homme sauvage, Parigi, Hachette, 1873.

### In collaborazione
- Viaggio sui ghiacci del Polo nord alla ricerca del Passaggio a Nord-Ovest, estratti dai rapporti di John Ross, Edward Parry, John Franklin, Frederick William Beechey, George Back, Robert McClure e altri navigatori celebri in collaborazione con Hervé (Amateur Étienne), Parigi, Hachette, 1854.

### Cartografia
- L'Inde anglaise avant et après l'insurrection de 1857, par le comte Édouard de Warren (1811-1898), Parigi, Hachette, 1857. 1 cartina pieghevole alla fine del tomo 2 (pianta disegnata dal Lanoye e stampata da E. George)

### Edizioni scientifiche
- Viaggio nei regni del Siam, Cambogia, Laos e altre zone centrali dell'Indocina: relazioni estratte dal giornale e dalla corrispondenza dell'autore. (Henri Mouhot), Parigi, Hachette, 1868.

### Traduzioni
- Lettres écrites des régions polaires, tradotti da lord Dufferin, 1859 ;
- La vita presso gli Indiani, tradotto da George Catlin, 1866 ;
- Memorie di Lutfullah, gentiluomo maomettano, tradotto dall'inglese e annotato dall'autore dell'India contemporanea, Parigi, Hachette, 1858 ;
- Il mare libero del Polo: il viaggio di scoperte nei mari artici effettuati negli anni 1860-1861, d'Isaac Israel Hayes. Tradotti dall'inglese e accompagnati da note complementari. Parigi, Hachette, 1868 ;
- « Viaggio nel regno di Ava (impero birmano) 1855 », dal capitano Henry Yule, nel Le Tour du monde, vol. 2, 1860 ;
- « I prigionieri di Théodoros », di Henry Blanc, in Le Tour du monde, vol. 20, 1869.